# Katrin Mattscherodt
Katrin Mattscherodt (ur. 26 października 1981 w Berlinie Wschodnim) – niemiecka łyżwiarka szybka, złota medalistka olimpijska.

## Kariera
Największy sukces w karierze Katrin Mattscherodt osiągnęła w 2010 roku, kiedy Niemki w składzie: Daniela Anschütz-Thoms, Stephanie Beckert, Anni Friesinger i Katrin Mattscherodt zdobyły złoty medal w biegu drużynowym podczas igrzysk olimpijskich w Vancouver. Indywidualnie była trzynasta w biegu na 3000 m, a na dystansie 5000 m została zdyskwalifikowana. Nigdy nie zdobyła medalu mistrzostw świata, jej najlepszym wynikiem było dziesiąte miejsce wywalczone podczas wielobojowych mistrzostw świata w Berlinie. W tym samym roku zajęła też dziesiąte miejsce w biegu na 5000 m podczas dystansowych mistrzostw świata w Nagano, a podczas wielobojowych mistrzostw Europy w Kołomnie była dziewiąta. Wielokrotnie startowała w zawodach Pucharu Świata, jeden raz stając na podium. Miało to miejsce 3 lutego 2008 roku w Baselga di Pinè, gdzie była trzecia na 3000 m. Najlepsze wyniki osiągnęła w sezonie 2007/2008, kiedy była dziesiąta w klasyfikacji końcowej 3000 m/5000 m. Wielokrotnie była medalistką mistrzostw Niemiec.